# 自由市慘變
自由市慘變（韓語：자유시 참변），發生於1921年俄罗斯苏维埃联邦社会主义共和国阿穆爾州的斯沃博德内市（韓語別稱「自由市」），為市內朝鮮人獨立軍與蘇聯紅軍發生衝突的事件，又稱黑河事變（韓語：흑하사변）。

## 事略
1919年三一獨立運動後，滿州東部間島地域有許多抵抗日本政權的朝鮮人武装組織。1920年10月，青山里戰役後日軍追擊朝鮮人，朝鮮人由密山市進入蘇聯統治範圍，與當地紅軍因革命領導權發生衝突，遭強制解除武裝；1921年6月28日，紅軍與朝鮮人武装勢力發生戰鬥，朝鮮方面死傷慘重，一厥不振。